# Тенишев, Вячеслав Вячеславович
Князь Вячесла́в Вячесла́вович Те́нишев (11 октября 1878 — 7 июня 1959, Монтобан) — русский общественный деятель и политик, член III Государственной думы от Орловской губернии, коллекционер. Внук министра юстиции Д. Н. Замятнина.

## Биография
Православный. Из старинного княжеского рода Тенишевых. Землевладелец Брянского уезда (5630 десятин). Сын князя Вячеслава Николаевича Тенишева от его первого брака с Анной Дмитриевной Замятниной. Родился в Петербурге, крещен 7 ноября 1878 года церкви Св. Спиридона Тримифунтского при Главном управлении уделов при восприемстве деда Д. Н. Замятнина и тетки фрейлины О. Д. Замятниной.
Окончил частную гимназию Гуревича с золотой медалью и юридический факультет Санкт-Петербургского университета (1901). После окончания университета слушал лекции в Берлинском и Гейдельбергском университетах.
Вернувшись в Россию, поселился в своем имении Брянского уезда. Продолжал этнографические исследования своего отца и в 1907 году опубликовал книгу «Правосудие в русском крестьянском быту». В 1904 был избран Брянским уездным предводителем дворянства, также избирался гласным Брянского уездного земства и почетным мировым судьей Брянского уезда. Состоял председателем уездной землеустроительной комиссии и уездного училищного совета. После создания «Союза 17 октября» возглавил Брянский отдел партии.
В 1907 году был избран членом Государственной думы от Орловской губернии. Входил во фракцию «Союза 17 октября», состоял секретарем 4-го отдела Думы. Состоял докладчиком комиссий по судебным реформам и по запросам, а также членом многих комиссий. Дослужился до чина действительного статского советника.
В Первую мировую войну возглавлял комитет Российского Общества Красного креста, состоял уполномоченным Красного Креста Брянского окружного эвакуационного пункта раненых воинов.
После Октябрьской революции эмигрировал сначала в Болгарию, затем во Францию, жил в Париже. Служил заведующим отдела учёта в крупном банке. В 1920-е годы был избран товарищем председателя Союза русских дворян в Париже, позднее — его почетным председателем. Выступал в Союзе с докладами.
Долгое время состоял членом правления Общества охранения русских культурных ценностей, в 1956 году избран его членом-основателем. В 1948 году предоставил картины из своей коллекции для выставки в память Репина. В 1950-е читал лекции о старой России, сотрудничал в газете «Русская мысль».
Скончался в 1959 году в Монтобане. Похоронен на местном кладбище.

## Семья
В 29 апреля 1902 году женился на Софье Александровне Треповой (1884—1947), дочери действительного статского советника, венчались в церкви Святого Спиридона Тримифунтского в Петербурге; в 1909 они развелись. Во второй раз женился на Вере Христиановне Лобутиной.

## Сочинения
- Правосудие в русском крестьянском быту. — Брянск, 1907. — Переиздание: М.: Либроком, 2011. — ISBN 978-5-397-01790-9